# Asiccia
Asiccia là một chi bướm đêm thuộc họ Noctuidae.